# سدلیوو
سدلیوو (به لاتین: Sedlejov) یک منطقهٔ مسکونی در جمهوری چک است که در ناحیه ییهلاوا واقع شده‌است. سدلیوو ۷٫۴۸ کیلومتر مربع مساحت و ۲۷۹ نفر جمعیت دارد و ۵۵۶ متر بالاتر از سطح دریا واقع شده‌است.